# Joshua Zapata González
Joshua Zapata González (Madrid, 28 de gener de 1989) és un futbolista professional madrileny, que ocupa posició de migcampista. Format al planter de l'Atlètic de Madrid, va debutar amb el primer equip matalasser el 18 de maig de 2008, davant el València CF.